# Ossip Maximowitsch Brik

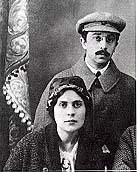
Ossip und Lilja Brik

Ossip Maximowitsch Brik (russisch Осип Максимович Брик; * 4. Januarjul. / 16. Januar 1888greg. in Moskau; † 22. Februar 1945 ebenda) war ein russisch-sowjetischer Avantgarde-Schriftsteller und Literaturkritiker. Er war einer der wichtigsten Theoretiker der Schulen des Russischen Formalismus und Futurismus.

## Leben und Werk
Ossip Brik studierte Jura an der Moskauer Universität, verlegte sein Interesse aber bald auf die Literatur. Eng verbunden war er mit der literarischen Bewegung OPOJAS (ОПОЯЗ, Abkürzung für Gesellschaft zum Studium der poetischen Sprache) und später der Künstlergruppe LEF (ЛЕФ, ‚Linke Front der Künste‘), deren wichtigster Theoretiker er war. Zu den Gründern der LEF gehörte Boris Ignatjewitsch Arwatow.
1920 trat er in die Petrograder Abteilung der Geheimpolizei Tscheka ein, in der er die Leitung der Rechtsabteilung übernahm. Sein Dienstausweis hatte die Nummer 25541. Er wurde damals in Literaturkreisen verdächtigt, an dem Todesurteil gegen den Dichter Nikolaj Gumiljow beteiligt gewesen zu sein. Dem damals mit ihm gut bekannten Linguisten Roman Jakobson berichtete er, bei seiner Tätigkeit verliere man „jegliche Sentimentalitäten“. Jakobson schrieb in seinen Memoiren: „Zum ersten Mal machte er einen widerwärtigen Eindruck auf mich. Die Arbeit bei der Tscheka hat ihn verdorben.“ Der Dichter Boris Pasternak, der in den zwanziger Jahren wiederholt zu Gast bei Brik war, schrieb in Anspielung an die dort anzutreffenden Gäste aus den Sicherheitsorganen, seine Wohnung sei nichts anderes gewesen als eine „Abteilung der Moskauer Polizei“ („отделением московской милиции“).
1923 wurde er „wegen seiner bürgerlichen Abstammung“ aus der Tscheka entlassen. Von 1923 bis 1928 gab Brik gemeinsam mit seiner Frau Lilja Brik und Wladimir Majakowski das offizielle Organ der Künstlergruppe, ebenfalls Lef (später Neue Lef, Новый Леф) genannt, heraus.
Gemeinsam mit Majakowski verfasste Brik die Agitationsstücke Radio-Oktober (Радио-октябрь, 1926) und Moskau in Flammen (Москва горит, 1930). Zu Majakowskis Werken verfasste er theoretische Arbeiten und Kommentare, so den Aufsatz Lenin in Majakowskis Versen (Ленин в стихах Маяковского, 1934). Außerdem schrieb er Filmdrehbücher, beispielsweise 1928 für Wsewolod Pudowkins Sturm über Asien (Потомок Чингис-Хана).
Die angebliche Dreiecksbeziehung zwischen Brik, seiner Frau Lilja sowie Majakowski wurde Gegenstand zahlreicher Spekulationen. Lilja Brik selbst hielt in ihren Aufzeichnungen fest, dass sie schon mehr als ein Jahr keinerlei intime Beziehungen mit ihrem Mann gehabt habe, als ihr Verhältnis mit Majakowski begann. Laut ihrer von ihrem letzten Mann Wassili Katanjan verfassten Biografie war Ossip Brik nach seinen ersten Ehejahren nicht mehr „physisch an Frauen interessiert“. Doch blieb Ossip Brik stets an ihrer Seite, er zog ebenfalls in die Wohnungen ihrer beiden späteren Männer ein.
Als unter Stalins Herrschaft ab 1932 die Doktrin des Sozialistischen Realismus bestimmend im kulturellen Geschehen der Sowjetunion wurde, wurden Briks frühere Publikationen zwar kritisiert, aber er war im Gegensatz zu vielen anderen ehemaligen Avantgarde-Künstlern während der Stalinschen Säuberungen keinerlei Repressalien ausgesetzt. Er konnte weiterhin publizieren, passte sich aber den ästhetischen Vorgaben der offiziellen Kulturpolitik an. Zu diesen Werken zählten Opernlibretti (Камаринский мужик, 1933; Именины, 1935) und die historische Tragödie Iwan der Schreckliche (Иван Грозный, 1942).
Ossip Brik erlag einem Herzinfarkt, als er die Treppe zur Wohnung Katanjans im dritten Stock des Hauses hochstieg.